# Mitrofan Grigoràs
Mitrofan Grigoràs (n. cca. 1630 - d. iulie-august 1730) a fost un cronicar, poet, scriitor de cărți religioase, cărturar și cleric grec, care a trăit o vreme în Țara Românească. A fost între 1705–1715 corector al cărților de limbă greacă care erau scoase la tipografia din București. Conform lui Daponte, care l-a întâlnit în iulie 1730, cronicarul a susținut că avea 100 de ani. Ar fi murit la scurtă vreme.

## Viața și activitatea
A deținut funcția de exarh al Macedoniei în 1687, fiind trimis de patriarhul din Constantinopol. A fost închis de turci ca răzvrătitor și conspirator. S-a ocupat de corectarea cărților grecești de la tipografia din București, între anii 1705 și 1715.

## Opera
Grigoràs a lăsat o scurtă cronică a țării, care acoperă anii 1714–1716 și   Cea mai importantă lucrare a sa a fost cronica Tării Românești în limba greacă. Aceasta cuprinde informații despre evenimentele anilor 1714-1716, începând cu uciderea lui Brâncoveanu și terminând cu urcarea pe tron a lui Ioan Mavrocordat. În cadrul cronicii poate fi observată simpatia autorului față de Brâncoveanu, în timp ce față de Cantacuzini este exprimat un sentiment repulsiv. Mai mult, în cronică sunt cuprinse și amănunte despre Antim Ivireanul și uciderea sa. A fost publicată pentru prima dată de Demostene Russo în 1934. Manuscrisul original al cronicii se află la Zagora, în Thessalia. 
A scris de asemenea poezie în limba greacă veche, fiind lăudat de Dimitrie Cantemir, care în considera un imitator fericit al vechilor greci.  
Printre celelalte scrieri ale sale, se numără un canon al Sfâtului Dimitrie, slujbe și canoane închinate altor sfinți și un teotocar. Mitrofan Grigoràs este autorul prosomiilor și canonului din Slujba Sfântului Stelian a lui Gheorghe Hrisogon din Trebizonda. 
Cronica lui se adaugă altor documente (precum Uimitoarele revoluții ale Valahiei [...], a lui Del Chiaro, Cronicii lui Radu Popescu și Anonimului Brâncovenesc) în reconstituirea perioadei pe care o acoperă, care reprezintă ultima domnie pământeană din Țara Românească.